# Caecilia mertensi
Caecilia mertensi es una especie de anfibios de la familia Caeciliidae.